# Marsh (företag)
Marsh, LLC, tidigare R.A. Waller & Company och Marsh, Ulmann and Company, är ett amerikanskt multinationellt försäkringsbolag som tillhandahåller försäkringar och riskhantering till kunder i fler än 130 länder världen över. De är ett av fyra dotterbolag som utgör försäkrings- och konsultjätten Marsh McLennan.
Företaget har sitt huvudkontor i skyskrapan 1166 Avenue of the Americas på Manhattan i New York i New York.

## Historik
Företaget har sitt ursprung från 1871 när försäkringsbolaget R.A. Waller & Company grundades av Robert A. Waller i Chicago i Illinois. År 1885 hoppade Henry Marsh av sina studier vid Harvard College och började istället arbeta för försäkringsbolaget. År 1889 avled Waller och Marsh och arbetskollegan Herbert J. Ulmann köpte tillsammans en kontrollerade aktiepost i företaget, som fick namnet Marsh, Ulmann and Company. De första åren av 1900-talet träffade Marsh på Donald McLennan, som också drev ett försäkringsbolag; det företaget var specifikt mot järnväg och hade sitt säte i Duluth i Minnesota. Det visade sig sen att Henry Marsh, Donald McLennan och en annan vid namn Daniel Burrows hade alla blivit lovade att agera försäkringsförmedlare åt järnvägsbolaget Chicago, Burlington and Quincy Railroad av olika individer inom järnvägsbolagets företagsledning. De tre beslutade att gå samman med sina företag istället för att dra igång en kostsam och tidskrävande rättsprocess för att reda ut härvan. Den 22 december 1904 grundade de någon sorts handelsbolag vid namn Burrows, Marsh & McLennan och två år senare lämnade Burrows när han pensionerade sig och företaget fick just namnet Marsh & McLennan. År 1923 blev Marsh officiellt ett dotterbolag till Marsh & McLennan när moderbolaget blev ett aktiebolag.